# Plynárna Holešovice
Plynárna Holešovice je zaniklá plynárna v Praze, která stála na pozemku mezi ulicemi Plynární, Argentinská, U Průhonu a Osadní v místech sportovního hřiště a hasičské stanice.

## Historie

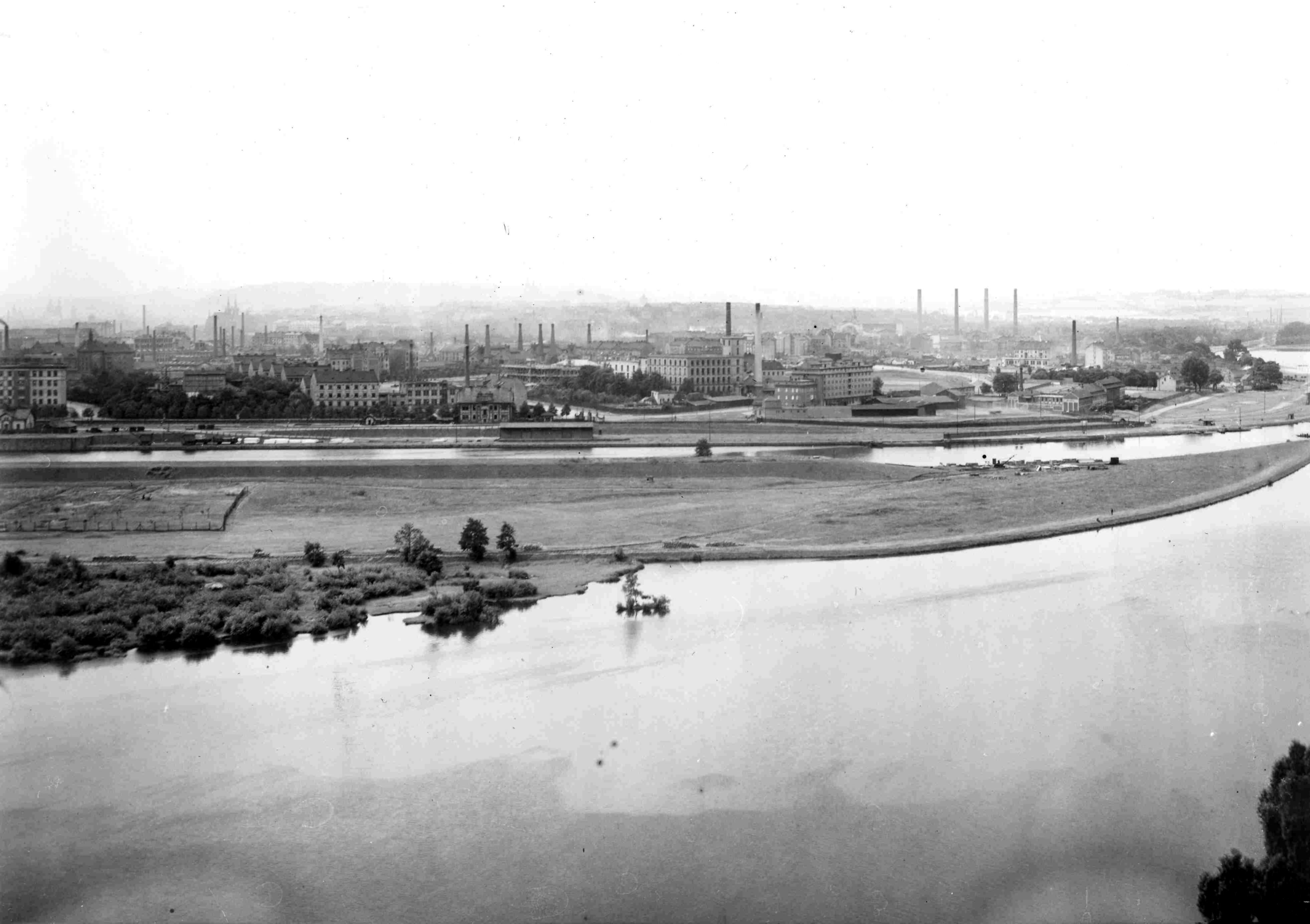
Holešovice kolem roku 1920, plynárna uprostřed s pěti komíny

První holešovická plynárna čp. 284 stála v letech 1874–1889 v ulici U Výstaviště u odbočky ulice Za Elektrárnou. Druhá, nová plynárna byla postavena na pozemcích bývalé parní pily a provoz zahájila v říjnu 1888. S rostoucí spotřebou svítiplynu se dál rozšiřovala a až do roku 1927 byla největší plynárnou v Čechách s produkcí 12 milionů m³ plynu za rok.
V roce 1927 ukončila provoz a její funkci převzala plynárna v Michli.